# 다이나이트로-오르토-크레졸
다이나이트로-오르토-크레졸(영어: dinitro-ortho-cresol, DNOC)은 화학식이 CH3C6H2(NO2)2OH인 유기 화합물이다. 다이나이트로-오르토-크레졸은 물에 약간만 용해되는 노란색 고체이다. 다이나이트로-오르토-크레졸 및 관련 유도체가 제초제로 사용되었다.

## 제조
다이나이트로-오르토-크레졸은 o-크레졸의 다이설폰화에 의해 제조된다. 생성된 다이설폰산을 질산으로 처리하여 다이나이트로-오르토-크레졸을 얻을 수 있다. 메틸기가 세크-뷰틸(디노셉), 터트-뷰틸(디노터브), 1-메틸헵틸(디노캅)로 대체된 것을 포함하여 다양한 관련 유도체들이 알려져 있다. 이들은 알킬페놀의 직접적인 나이트로화에 의해 제조된다.

## 활용 및 안전성
이러한 독성물질은 짝풀림제로 아데노신 삼인산(ATP)의 생성을 방해한다.
섭취 또는 다른 형태의 노출로 인한 다이나이트로-오르토-크레졸의 중독 증상으로는 착란, 두통, 숨가쁨, 발한 등이 있다.

## 같이 보기
- 나이트로톨루엔
- 크레졸